# Liběchov (stacja kolejowa)
Liběchov – stacja kolejowa w Liběchovie, w kraju środkowoczeskim, w Czechach. Jest ważnym węzłem kolejowym o znaczeniu regionalnym. Znajduje się na wysokości 165 m n.p.m.
Jest zarządzana przez Správę železnic. Na stacji nie ma możliwości zakupu biletu, a obsługa podróżnych odbywa się w pociągu.

## Linie kolejowe
- 072 Lysá nad Labem - Ústí nad Labem západ